# Дорогошанский Троицкий монастырь
Дорогоша́нский Тро́ицкий монастырь (Дорогошанская Троицкая пустынь, Мещовский Дорогошанский Троицкий монастырь) — мужской монастырь в селе Дорогошань (Зимницы), Сухинического стана, Мещовского уезда, на речке Дорогошанке, ныне Думиничский район Калужской области, Россия
Принадлежал Крутицкой (Сарской и Подонской) епархии Русской православной церкви. Основан в 1611 году, по преданию - девятью монахами Мещовского Георгиевского монастыря, спасавшимися от польского нашествия. Основан по обещанию прадедов и дедов стольника Леонтия Яковлева. По писцовым книгам г. Мещовск 1626-1628 годов письма и меры князя Тимофея Звенигородского да подьячего Дружины Огаркова записано: "монастырь Дорогошанский, что на Брянском лесу, на старой Брянской дороге, на речке Дорогошанке, а в монастыре церковь Живоначальной Троицы, да храм Архангела Михаила да придел великого чудотворца Николая, стоит пуст, а храм Живоначальной Троицы в литовское разорение сгорел, а игумен и братья померли, а иные посечены..." . 
Согласно писцовым книгам Мещовского уезда 1646/1647, к тому времени имел вотчину: д. Слободка (6 дворов крестьянских, 21 чел., 2 двора бобыльских, 4 чел.) в Сухиничском стане.  
В 1651 году пожалован лесными участками под раскорчёвку и распашку. Такое же пожалование сделано в 1678 году.
По переписи 1678 — 21 крестьянский двор, в 1700 —  21 двор, в 1724 — 713 душ крестьян мужского пола, в 1764 и 1782 — 944 крестьянские души.
Каменный храм Троицы Живоначальной, с приделом в честь святого Кирилла Иерусалимского возведён в 1670 г. на месте сгоревшего храма и на средства енисейского воеводы Кирилла Аристарховича Яковлева и его брата Романа - крупных землевладельцев, что явствует из надписи на престольном кресте: "178 (1670) года Роман Аристархович да Кирилл Аристархович Яковлевы дали вклад по родителям своим и по себе и церковь каменную с трапезною и с пределом и с келарскою строили мы грешные".
Самая церковь каменная, пятиглавая небольшой величины и квадратного вида, состоит из трапезы и настоящей; к трапезе примыкает шатровая колокольня, утверждённая одною стороною на двух четырехгранных столбах, а другою опирающаяся на самой трапезне.
Со стороны трапезы келарская и придел во имя Святителя Кирилла Иерусалимского с особою главою.
Кроме  каменного храма, был в монастыре ещё другой деревянный на св. вратах (каменных) во имя Св. Архистратига Михаила.
В 1724 Дорогошанский монастырь выведен за штат и приписан к Мещовскому Георгиевскому монастырю, туда же были переведены игумен, 5 иеромонахов, иродиакон и 19 монахов, 26 иноков, и 11 человек прислуги. В 1727 по ходатайству вкладчиков стольника Леонтия Романовича Яковлева и полковника Григория Терентьевича Ергольского восстановлен в прежнем статусе.
Книга переписная помещичьих, монастырских, церковных и дворцовых крестьян Мещевского уезда (1748 год) содержит следующие сведения: 
```
Вотчины Дорогошанского монастыря при том монастыре деревни Зимниц, деревни Слаботки, деревни Каменки, деревни Высокой, деревни Пустыни, новопоселенной деревни Буды, новопоселенной деревни Боробановки, новопоселенной деревни Клестовой.
```

Упразднён в 1764, иноков перевели в Мещовский Георгиевский монастырь. Владения Дорогошанской пустыни — деревни Зимницы, Слободка, Высокая, Буда, Каменка, Малая Каменка, Пустынка, Выдровка (913 душ крестьян мужского пола), и около 11 тысяч десятин земли отошли казне.

## Вкладчики
Думный дьяк Гаврила Федорович Деревнин; стольники Роман Аристархович и Кирил Аристархович Яковлевы; думный дьяк Аверкий Степанович Кирилов; Иван Потолов; Д.И.Яблочков; стольник Владимир Иродионович Похвиснев; дворянин Петр Елизарович Похвиснев; Голятинские; Ушаков; боярин князь Георгий Симеонович Урусов; Иларион Лупандин; князья Борятинские; Князья Львовы; Горихвостовы; Иван Тимофеевич Кондырев; стольник Григорий Петрович Зиновьев; дьяк Лев Кириллович Ермолаев;  Симеон Федорович Глебов; князь Иван Леонтьевич Шаховский.

## Известные настоятели
- Моисей, Варлаам —  строитель, (1651-1653).
- Тихон —  строитель упом. (1659 и 1662).
- Иринарх —  строитель упом. (1673, 1679, с 1683 игумен -1690).
- Дамиан — игумен
- Савватий —  игумен (1693)
- Феодосий —  игумен упом. (1696)
- Пахомий — игумен (1703-1710), лишён монашества (28 октября 1710).
- Арсений — игумен (1710-1716), дал вклад в Белёвский Жабынский монастырь.
- Аврамий — игумен (1716)
- Алексий —  игумен  (?-1731), переведён в Лихвинский Добрый монастырь.
- Макарий —  игумен (1731-1739)
- Евфимий — игумен (1739-1744).
- Боголеп — игумен (1744)
- Серафим — игумен (1763-1764).
- Пафнутий, Терентий, Дионисий и Савватий — записаны в синодик 1679 года.